# 田人村
田人村（たびとむら）とは、福島県石城郡にあった村。

## 概要
現在のいわき市の南西部に位置する。
村域のほとんどが阿武隈山地に位置するため起伏の多い地形で、平地は鮫川を中心とした河川の沿岸にあるだけであった。村南部に位置し勿来市に隣接する仏具山周辺は勿来県立自然公園に指定。産業は林業や畜産業などが盛んであった。
現在は「いわき市田人町○○」と表記される。
- 田人町旅人
- 田人町貝泊
- 田人町石住
- 田人町南大平
- 田人町黒田
- 田人町荷路夫

## 地理
- 山：御斉所山、明神山、朝日山、愛宕山、仏具山、大丸山
- 河川：鮫川、荷路夫川、四時川

## 歴史
- 1889年 - 黒田村、旅人村、南太平村が合併し田人村となる。
- 1941年 - 貝泊村、石住村、荷路夫村が田人村と合併し田人村となる。
- 1966年 - 磐城市・内郷市・常磐市・平市・勿来市・小川町・遠野町・久之浜町・四倉町・大久村・川前村・三和村・好間村との合併によりいわき市が誕生。

## 教育

### 中学校
- 田人村立田人中学校
- 田人村立貝泊中学校
- 田人村立石住中学校

### 小学校
- 田人村立田人第一小学校
- 田人村立田人第一小学校荷路夫分校
- 田人村立田人第二小学校
- 田人村立田人第二小学校南大平分校
- 田人村立貝泊小学校
- 田人村立石住小学校

## 観光
- 勿来県立自然公園